# 아사즈 벤트리스

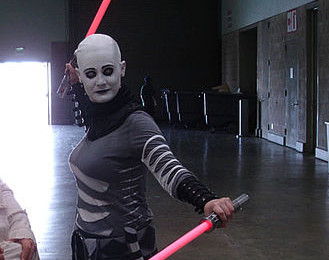

아사즈 벤트리스(Asajj Ventress)는 두쿠 백작의 제자이다.

## 상세
스타워즈: 클론 전쟁(2008)에서 나오며 2개의 커브드 힐트 라이트세이버 2개를 사용하며 암살자로 나온다. 클론 전쟁 3D 애니메이션에서 두쿠에게 버려져 바운티 헌터로 전향한다.

## 그 외
벤트리스는 두쿠(다스 티라누스)가 시스의 둘의 규율(Rule of Two)를 어기며 기른 제자이며 시스가 아니였고 다른 개념인 다크 제다이였다.